# Oehler (Familienname)
Oehler oder Öhler ist ein deutscher Familienname.

## Herkunft und Bedeutung
Der Name leitet sich vom Beruf des Ölschlägers bzw. Ölmüllers ab.

## Namensträger
- Adalbert Oehler (1860–1943), deutscher Politiker und Verwaltungsjurist
- Alfred Oehler (Unternehmer) (1852–1900), Schweizer Maschineningenieur und Unternehmer
- Alfred Oehler (1883–1974), Schweizer Unternehmer
- Anna Oehler (1882–1951), Schweizer Gründerin, Schriftstellerin und Lyrikerin
- Andreas Oehler (* 1960), deutscher Wirtschaftswissenschaftler
- Anton von Oehler (1810–1879), deutscher katholischer Generalvikar
- August Oehler (1881–1920), österreichischer Philologe und Autor
- Bernd Oehler (* 1960), deutscher evangelischer Pfarrer und Bürgerrechtler
- Christian Oehler (1909–1986), deutscher Maler, Zeichner, Lithograph und Glasmaler
- Christiane Oehler (* 1961), deutsche Juristin und Richterin am Bundesgerichtshof
- David Friedrich Oehler (1725–1797), deutscher Textilunternehmer, Gründer der ersten Crimmitschauer Tuchmanufaktur
- Dietrich Oehler (1915–2005), deutscher Rechtswissenschaftler
- Edgar Oehler (1942–2025), Schweizer Unternehmer und Politiker (CVP)
- Eduard Oehler (1837–1909), Schweizer Industrieller
- Eduard Oehler (Forscher) (1881–1941), deutscher Forschungsreisender, Pflanzensammler und Afrikaforscher
- Elisabeth Oehler-Heimerdinger (1884–1955), deutsche Missionarin und Schriftstellerin
- Frank Oehler (* 1964), deutscher Koch
- Friedrich Gottlob Oehler (Fridrich Gottlob Oehler; 1762–1828), deutsch-französischer Kaufmann, Offizier und Ritter des Lilienorden
- Friedrich Karl Oehler (1844–1910), deutscher evangelischer Theologe und Prälat der Evangelischen Landeskirche in Baden
- Gustav Friedrich Oehler (1812–1872), deutscher Theologe und Hochschullehrer
- Hans Oehler (1888–1967), Schweizer Publizist, Verleger und Sympathisant des Nationalsozialismus
- Hans-Jürgen Oehler (* 1955), deutscher Fußballspieler
- Heinz Oehler (1920–1973), deutscher Gewerkschafter
- Henry Oehler (1916–1991), US-amerikanischer Handballspieler
- Jochen Oehler (1942–2017), deutscher Verhaltens- und Neurobiologe
- Johann Oehler (1857–1921), österreichischer Althistoriker, Epigraphiker und Gymnasiallehrer
- Karin Oehler (1950–2020), deutsche Jazzsängerin
- Karl Oehler (1836–1909), deutscher Industrieller, siehe Teerfarbenwerk Oehler #1850–1905 K. Oehler Anilin- und Anilinfarbenfabrik
- Karl Oehler (Fußballspieler) (1923–2021), deutscher Fußballspieler
- Karl Gottlieb Reinhard Oehler (1797–1874), deutsch-schweizerischer Chemiker, Pädagoge und Unternehmer
- Karl Josef Oehler (1889–1917), deutscher Pilot
- Klaus Oehler (1928–2020), deutscher Philosoph
- Kurt Theodor Oehler (* 1942), Schweizer Psychotherapeut und Buchautor
- Markus Öhler (* 1967), österreichischer evangelischer Theologe
- Max Oehler (1875–1946), deutscher Offizier, Autor und Leiter des Nietzsche-Archivs
- Max Oehler (Maler) (1881–1943), Thüringer Kunstmaler
- Max Oehler (* 2001), deutscher Handballspieler
- Oskar Oehler (1858–1936), deutscher Klarinettist und Musikinstrumentenbauer
- Otto Oehler (1913–1941), US-amerikanischer Handballspieler
- Peter Öhler (1883–1945), deutscher Ringer
- Raimund Oehler (1852–1935), deutscher Althistoriker und Lehrer
- Regina Oehler (* 1953), deutsche Wissenschaftsjournalistin
- Richard Oehler (1878–1948), deutscher Bibliothekar und Nietzsche-Herausgeber
- Thomas Öhler (* 1983), österreichischer Bike-Trial-Fahrer
- Walter Claus-Oehler (1897–1941), deutscher Fußballspieler
- Walter Oehler (1898–1985), deutscher Klempnermeister und Handwerkskammerpräsident
- Walther Oehler (1888–1968), deutscher Konteradmiral
- Wilhelm Oehler (1877–1966), deutscher evangelischer Missionswissenschaftler